# Dipartimento di Borgou
Il dipartimento di Borgou è uno dei 12 dipartimenti del Benin, situato ad est del Benin con capitale Parakou con 861 863 abitanti (stima 2006). Confina con la Nigeria ad ovest e con i dipartimenti di Alibori, Atakora, Collines e Donga. Prende il nome dalla regione storica di Borgu.

## Comuni
- Bembèrèkè
- Kalalé
- N'Dali
- Nikki
- Parakou
- Pèrèrè
- Sinendé
- Tchaourou